# Мугиновая кислота
Мугиновая (мугеневая) кислота — органическое соединение, производное азетидина. Относится к фитосидерофорам — веществам, секретируемым растениями и способным образовывать комплексы с железом.

## Этимология
Название происходит от яп. 麦 муги — ячмень и яп. 根 нэ — корень.

## Биологическая роль
Железо в почве содержится преимущественно в составе нерастворимых в воде соединений, что затрудняет его поглощение корнями растений. В ходе эволюции растения выработали два способа поглощения железа — так называемые стратегию I (у цветковых растений за исключением злаков) и стратегию II (у злаков). В ходе стратегии II растения секретируют сидерофоры — вещества, хелатирующие железо. Образовавшиеся хелаты поглощаются корнями.